# 麗しのサブリナ
『麗しのサブリナ』（うるわしのサブリナ、原題: Sabrina）は、1954年に公開されたアメリカ合衆国のロマンティック・コメディ。監督はビリー・ワイルダー、主演はハンフリー・ボガート、オードリー・ヘプバーン、ウィリアム・ホールデン。サミュエル・テイラーの戯曲『麗しのサブリナ』をワイルダー監督が映画化した。『ローマの休日』に続くオードリー・ヘプバーンのヒット作。

## あらすじ

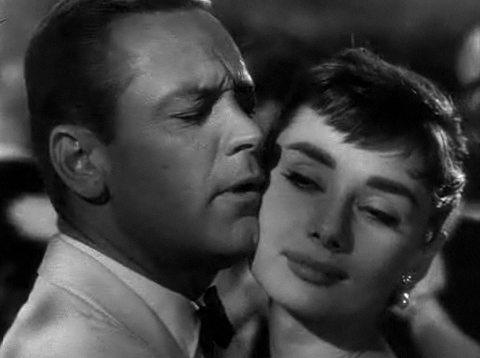
ウィリアム・ホールデンとオードリー・ヘプバーン

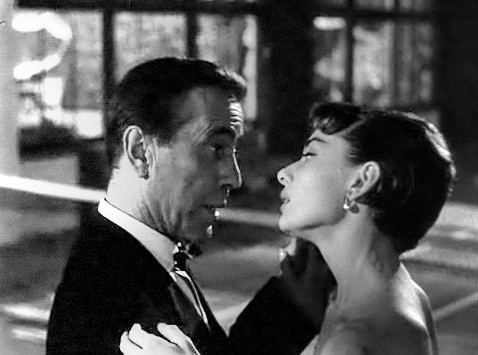
ハンフリー・ボガートとオードリー・ヘプバーン

ニューヨーク州ロングアイランドに暮らす大富豪ララビー家に仕える運転手の娘サブリナは、ララビー家の次男デイビッドに密かに恋をしていた。仕事人間の長男ライナスとは正反対のプレイボーイである彼は、大銀行の頭取令嬢グレチェンに夢中でサブリナのことは眼中になかった。父からも身分違いの恋を咎められ、以前から決まっていたパリ留学の為にニューヨークを離れる日が目前に迫る。叶わない恋を悲しんだサブリナは車庫で排ガス自殺しようとするが、異変に気付いたライナスによって助けられ、サブリナはパリへと旅立った。
2年後、サブリナは見違えるような美女となって帰国し、デイビッドは彼女に惚れ込みパーティーに招待する。しかし、ララビー家の事業拡大を図る父オリヴァーとライナスの取り成しで、デイビッドは既に実業家タイソンの娘エリザベスとの婚約を決められていた。「月に手を伸ばすのは止めろ」と諭す父に対し、サブリナは「月が私に手を伸ばしているのよ」と自信満々に答える。
パーティーで注目の的となるサブリナとダンスを踊るデイビッドは2人で会場を抜け出そうとするが、エリザベスを放ってサブリナに夢中になる姿をライナスに見つかり、父に呼び出されてしまう。父と口論となったデイビッドは、尻ポケットにシャンパングラスを入れたまま椅子に座ったことで大怪我をしてしまう。待ち合わせ場所でデイビッドを待つサブリナの元にライナスが現れ、弟の代わりに彼女の相手をする。ライナスはタイソンの会社との合併を実現させるため、障害となっているサブリナをデイビッドから引き離そうと画策するが、次第に彼女に心惹かれるようになってしまう。
ライナスはサブリナを1人パリに追い出そうと考え、自身がパリに向かう振りをしてパリ行きの乗船券を用意する。表向きライナスがパリに発つ予定だった前日の夜、サブリナが彼の会社を訪れ「もう会うことはできない」と告げる。ライナスは彼女をオフィスに入れて暫く話を聞いていたが、サブリナはライナスの机の上にパリ行きの乗船券が2人分あることに気付く。「自分もパリに連れて行ってもらえる」と喜ぶサブリナに、ライナスは彼女を追い出すために乗船券を購入したことを告げる。自身がデイビッドとエリザベスの結婚、そしてララビー家の事業拡大の妨げとなっていることを伝えられたサブリナは落胆してオフィスを後にする。
翌日、考えを改めたライナスはタイソンとの合併を取り消すことを決め、デイビッドにサブリナと共にパリに行くように伝えるが、デイビッドは「彼女は兄貴に恋している」と告げ、ライナス本人がパリに行くよう反論する。ライナスは聞き入れずにデイビッドに船に乗るように伝え、重役会議で合併の取り消しを伝えようとする。しかしそこに船に乗っている筈だったデイビッドが現れる。デイビッドの説得を受けてサブリナへの想いを認めたライナスは会社を飛び出し、自社の高速艇を使ってパリ行きの船に乗り込みサブリナと抱き合う。

## キャスト
| 役名                       | 俳優                        | 日本語吹き替え | 日本語吹き替え  | 日本語吹き替え | 日本語吹き替え             |
| 役名                       | 俳優                        | 東京12ch版     | ソフト版        | JAL機内上映版  | PDDVD版                    |
| -------------------------- | --------------------------- | -------------- | --------------- | -------------- | -------------------------- |
| ライナス・ララビー         | ハンフリー・ボガート        | 久米明         | 久米明          |                | 大塚智則                   |
| サブリナ・フェアチャイルド | オードリー・ヘプバーン      | 池田昌子       | 池田昌子        |                | 川端奏                     |
| デイビッド・ララビー       | ウィリアム・ホールデン      | 木村幌         | 近藤洋介        |                | 淀川清                     |
| オリバー・ララビー         | ウォルター・ハムデン        | 千葉順二       | 大木民夫        |                | 小浅和大                   |
| トーマス・フェアチャイルド | ジョン・ウィリアムズ        | 寄山弘         | 坂口芳貞        |                | 柳よしひこ                 |
| エリザベス・タイソン       | マーサ・ハイヤー            | 栗葉子         | 佐藤しのぶ      |                | 百月麗美華                 |
| グレチェン・ヴァン・ホーン | ジョーン・ヴォース          | 栗葉子         | 松谷彼哉        |                | 津田夏那                   |
| セント・フォンタネル男爵   | マルセル・ダリオ            |                | 塚田正昭        |                | 鷹野玄武                   |
| 料理学校の先生             | マルセル・ヒレイア          | 及川広夫       | 村越伊知郎      | 小関一         |                            |
| モード・ララビー           | ネラ・ウォーカー            | 中村紀子子     | 久保田民絵      |                | 下村雅子                   |
| タイソン氏                 | フランシス・X・ブッシュマン | 諏訪孝二       | 岩田安生        | 糸博           | 宮内隆臣                   |
| 秘書マッカードル           | エレン・コービー            | 中島喜美栄     | 定岡小百合      |                | 黒田眞奈美                 |
| 以下はノンクレジット       |                             |                |                 |                |                            |
| 料理人マーガレット         | マージョリー・ベネット      | 遠藤晴         | 片岡富枝        |                | 安藤典子                   |
| ジェニー                   | ナンシー・カルプ            | 高村章子       |                 |                | 夕凪のぞみ                 |
| アーネスト                 | ケイ・E・クーター           |                |                 |                | 湧津ユウミ                 |
| 執事チャールズ             | エモリー・パーネル          | 藤本譲         | 島香裕          |                | 後藤啓佑                   |
| タイソン夫人               | ケイ・リール                | 高村章子       | 斉藤昌          |                | 藤代ひみか                 |
| その他                     | N/A                         | 納谷六朗       | 種田文子 中博史 | 井上喜久子     | 千原聡史 小室哲也 櫻あや乃 |

- 東京12ch版：初回放送1969年10月16日『木曜洋画劇場』※正味96分14秒
- ソフト版：1997年4月23日発売のVHSに初収録。以降はDVD・BDにも収録され、配信にも使用。
- PDDVD版：2025年3月5日発売のパブリックドメインDVDに初収録。

## スタッフ
- 製作・監督：ビリー・ワイルダー
- 脚本：ビリー・ワイルダー、サミュエル・テイラー（英語版）、アーネスト・レーマン
- 原作：サミュエル・テイラー『麗しのサブリナ（英語版）』
- 音楽：フレデリック・ホランダー（英語版）
- 撮影：チャールズ・ラング・Jr
- 編集顧問：ドーン・ハリソン（英語版）
- 美術：ハル・ペレイラ（英語版）、ウォルター・タイラー（英語版）
- プロセス：ファーシオット・エドゥアート（英語版）
- 特殊撮影効果：ジョン・P・フルトン（英語版）
- セット：サム・カマー（英語版）、レイ・モイヤー（英語版）
- 編集： アーサー・シュミット（英語版）
- 衣装：イーディス・ヘッド
- 助監督：C・C・コールマン・Jr.（英語版）
- メイクアップ：ウォリー・ウエストモア（英語版）
- 録音：ハロルド・ルイス、ジョン・コープ

### 日本語版
- 字幕翻訳：清水俊二

| -              | 東京12ch版   | ソフト版             | PDDVD版      |
| -------------- | ------------ | -------------------- | ------------ |
| 演出           | 小林守夫     | 中野寛次             |              |
| 翻訳           | 三枝邦子     | 木原たけし           |              |
| 調整           | 前田仁信     | オムニバス・ジャパン |              |
| 録音           | 三栄スタジオ | オムニバス・ジャパン |              |
| 効果           | TFCグループ  | N/A                  | N/A          |
| 音楽           | 重秀彦       | N/A                  | N/A          |
| 制作進行       |              | 小柳剛 百武雷太      |              |
| プロデューサー | 宮永軌雄     |                      |              |
| 制作           | 東北新社     | 東北新社             |              |
| 制作           | 東京12ch     | パラマウント         | アースゲート |

## 制作

### 映画化権

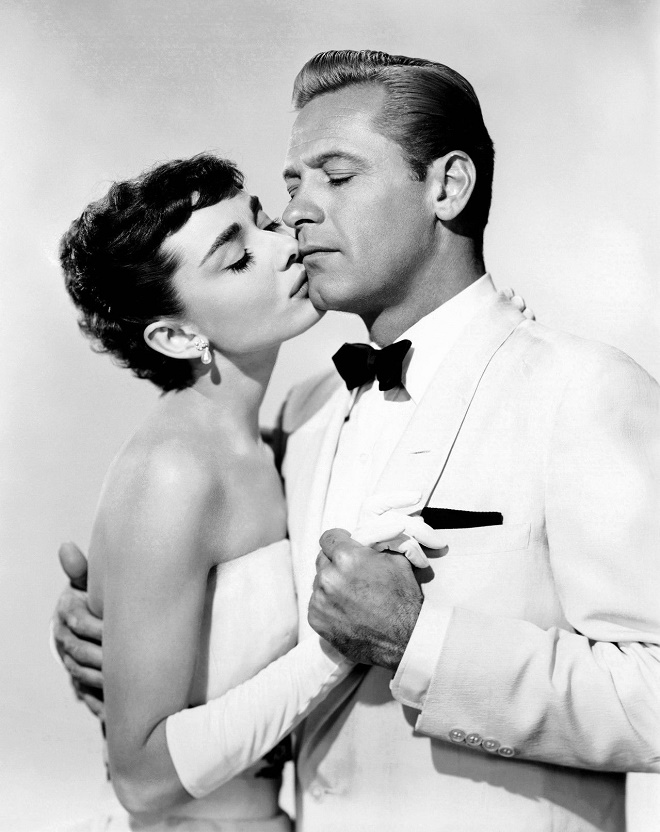
ウィリアム・ホールデンとオードリー・ヘプバーン

1952年、原作者サミュエル・テイラーは原作の戯曲『麗しのサブリナ』をメイン州で書き上げてクリスマス後にニューヨークへ戻った。当時のブロードウェイでは映画会社が映画化できそうな作品を探しに、スカウトマンを送り込んでおり、彼らは舞台の製作前から映画化権を買っていた。原作戯曲の『麗しのサブリナ』もその中の1本であった。ヘプバーンの伝記などで、ヘプバーンが『麗しのサブリナ』の舞台を見て映画化権を買って欲しいとパラマウントに言った、という記述があるものがあるが、それは間違いで、実際には舞台よりも映画の方が先行している。
ビリー・ワイルダーと原作者サミュエル・テイラーは1953年3月から共同で脚本を執筆していたが、サブリナ役にはオードリー・ヘプバーンが決まっていたので、テイラーはヘプバーンをイメージして脚本を書いていった。
最初の打ち合わせで、ワイルダーはストーリーを変えていいかテイラーに尋ねていた。テイラーは異存はなかったものの、戯曲を書き直す気もなかったため、映画と舞台では異なったストーリーになっている。
8月には舞台版「麗しのサブリナ」のリハーサルが始まるため、2/3ほど完成した段階でサミュエル・テイラーは脚本から離れてしまう。そのためビリー・ワイルダーはアーネスト・レーマンを呼び寄せ、残りの部分を執筆させた。

### 撮影

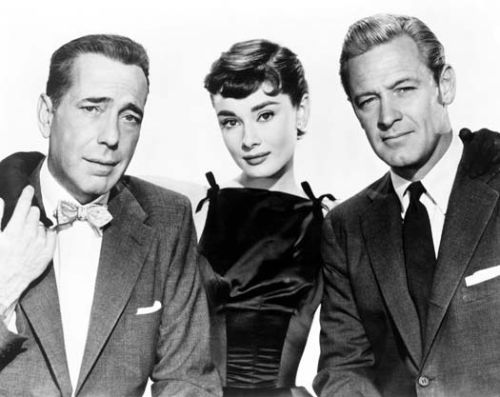
ジバンシィのデコルテ・サブリナを着たヘプバーンと、ボガート、ホールデン

当初、ライナス役にはケーリー・グラントが予定されていたが、彼が撮影1週間前になって出演を断ったためハンフリー・ボガートが起用された。

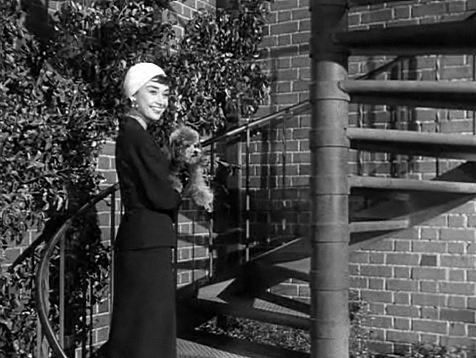
パリから帰ってきたサブリナのシーンのためのジバンシィのスーツ

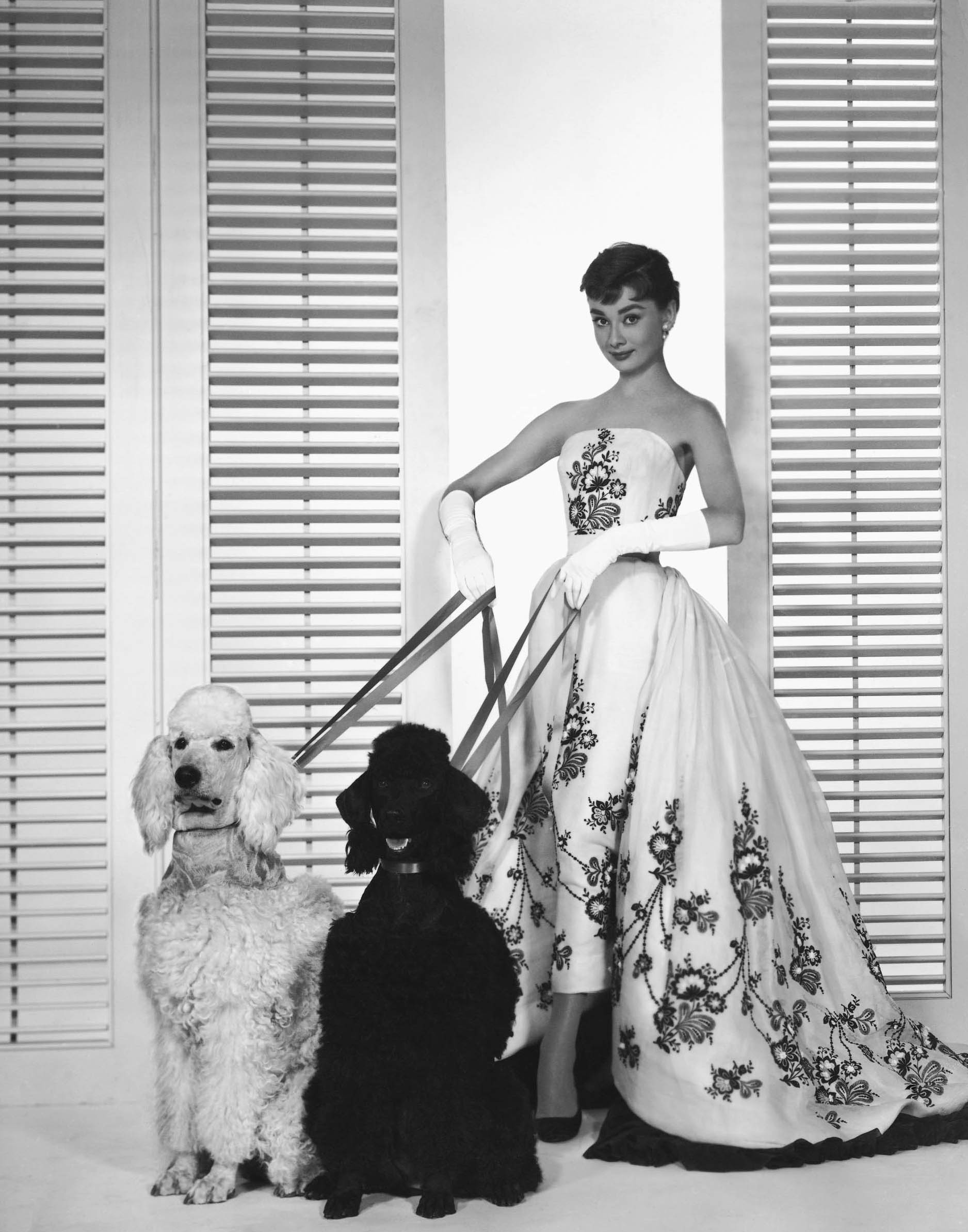
ジバンシィのイブニングドレス

出演料は、ボガートが30万ドル、ウィリアム・ホールデンが12万5000ドル、そして主演2作目であるオードリー・ヘプバーンは1万5000ドルであった。
さらにライナス役がケーリー・グラントからハンフリー・ボガートに変わったため大幅な書き直しが必要で、撮影が始まっても脚本は完成していなかった。その上ビリー・ワイルダーは撮影中でも何度も脚本の書き直しをしていたので、その日撮影する脚本が出来上がっていないことがあった。そのためオードリー・ヘプバーンがビリー・ワイルダーに請われて仮病を使って時間稼ぎをしたこともあった。
本作の舞台となったララビー邸は、ビバリーヒルズにあるパラマウント社長の邸宅を使用している。プールの場面はCBSの創始者のウィリアム・サミュエル・ペイリーの自宅である。また、劇中に登場する駅はロングアイランド鉄道オイスターベイ支線のグレンコーブ駅で撮影され、ララビー工業本社ビルはフィナンシャル・ディストリクトのビルで撮影された。

### 衣装
本作品はサブリナパンツというファッション文化を生み出した。ユベール・ド・ジバンシィはドレスを3点提供したが、映画にはクレジットされていない。映画の製作メモによると、この3点（グレン・コーヴ駅でのスーツ、パーティーでのイブニング、それとデコルテ・サブリナ）はヘプバーン自身がジバンシィから買ったもので、パラマウントとしては既にヘプバーンの個人的所有物なので製作協力者としてジバンシィの名前を出さなくてもよかった、となっている。衣裳デザイナーのイーディス・ヘッドは本作品でアカデミー衣裳デザイン賞を受賞しているが、受賞対象となっているのは彼女のデザインした衣装ではなく、ジバンシィのドレスであることは明らかだった。
デコルテ・サブリナと呼ばれた肩にリボンのついているジバンシィがデザインした黒のカクテル・ドレスについて、世渡りのうまかったヘッドは1974年のインタビューで、「ヘプバーンの黒のドレスはジバンシィが作ったものではなく、彼のドレスからインスピレーションを得て自分が作った」とコメントしている。ジバンシィはヘッドの死後、「ヘプバーンが着た黒のドレスはヘッドの監督下でパラマウントが作ったが、間違いなく自分がデザインしたものだ」と反論している。またビリー・ワイルダー監督の妻、オードリー・ワイルダーも「ユベール（・ド・ジバンシィ）がイーディスにスケッチを送ると、イーディスがそれを縫った。」と打ち明けている。

## エピソード
- ハンフリー・ボガートとウィリアム・ホールデンは1939年に『前科者』という映画で共演したときから仲違いをしており、ボガートは『麗しのサブリナ』でホールデンの脱色したブロンドの髪をからかい、新聞記者には「あの能天気野郎」と呼んでいた[33]。
- ウィリアム・ホールデンとオードリー・ヘプバーンの仲は良く、恋愛感情と言っていいものであった[33]。二人で高級レストランに行ったり、その後にヘプバーンのアパートに行ったりもしていた[34]。しかしホールデンは数年前に妻に強制されて精管切除手術を受けており、母親になりたかったヘプバーンはその事実を知ってホールデンとの恋を諦めている[35]。しかし後年ホールデンはヘプバーンについて「彼女は私の生涯の愛の対象だった」と公言している[34]。
- 公開当時、アメリカでもこの映画のヘプバーンの髪型は「サブリナ・カット」として大流行した[36]。また、この映画での衣装を真似たものが、高級デパートで飛ぶように売れたという[37]。

## 主な挿入曲
- ラ・ビアン・ローズ - 本作の主題曲として扱われている。ヘプバーンが口ずさむシーンもある。
- ロマンチック ( Isn't It Romantic? ) - 1932年の映画『今晩は愛して頂戴ナ（英語版）』から。デイビッドが口説いた女性と屋内テニスコートで待ち合わせる際に演奏される。
- バナナ (Yes! We Have No Bananas) - ヘプバーンが口ずさむシーンもある。
- Lover  - 映画『今晩は愛して頂戴ナ』から。サントラCDでは「Dream Girl」として収録。
※日本語表記は1965年リバイバル時のポスターに拠る。

## 主な受賞歴

### アカデミー賞
受賞
アカデミー衣裳デザイン賞 (白黒部門)：イーディス・ヘッド
ノミネート
アカデミー監督賞：ビリー・ワイルダー
アカデミー主演女優賞：オードリー・ヘプバーン
アカデミー脚本賞：ビリー・ワイルダー、サミュエル・テイラー、アーネスト・レーマン
アカデミー撮影賞 (白黒部門)：チャールズ・ラング・Jr
アカデミー美術賞 (白黒部門)：ハル・ペレイラ、ウォルター・H・タイラー、サム・カマー、レイ・モイヤー

### ゴールデングローブ賞
受賞
脚本賞：アーネスト・レーマン

### 英国アカデミー賞
ノミネート
主演女優賞：オードリー・ヘプバーン

### ニューヨーク批評家協会賞
ノミネート
主演女優賞：オードリー・ヘプバーン

### ナショナル・ボード・オブ・レビュー
受賞
助演男優賞：ジョン・ウィリアムズ

### 全米監督協会賞
ノミネート
長編映画監督賞：ビリー・ワイルダー

### 全米脚本家組合賞
受賞
最優秀脚本賞（コメディ部門）：ビリー・ワイルダー、サミュエル・テイラー、アーネスト・レーマン

### アメリカ国立フィルム登録簿
登録
2002年

## リメイク
1995年に『サブリナ』としてリメイクされた（ボガートが演じたライナスはハリソン・フォード、ヘプバーンが演じたサブリナはジュリア・オーモンド、ホールデンが演じたデイビッドはグレッグ・キニアが起用された）。また、1994年のインド映画『Yeh Dillagi』にも影響を与えた他、1961年にタミル語映画『Manapanthal』としてもリメイクされている。

## 舞台化
- 日本での舞台作品
  - 1989年 - サブリナを平みちが演じた。
  - 1997年 - 表題を「麗しのサブリナ三姉妹物語」としたオリジナルミュージカルアレンジ作品。主演は麻倉未稀、永井秀和[39]。
  - 2010年 - 宝塚歌劇団花組が上演（詳細は宝塚歌劇団によって舞台化された作品の一覧#麗しのサブリナを参照）。